# Loranthus europaeus
Il vischio quercino (Loranthus europaeus Jacq., 1762) è una pianta epifita appartenente alla famiglia delle Lorantacee, diffusa in Europa e Medio Oriente.

## Descrizione
È una fanerofita epifita a portamento arbustivo, alta 50–100 cm, con piccoli tronchi legnosi dalla corteccia bruna, che formano un rigonfiamento a cercine nel punto di inserzione sulla pianta ospite.
È una specie emiparassita, cioè è in grado di effettuare la fotosintesi, ma a spese dell'acqua e dei sali minerali della pianta ospite. Non possiede normali radici ma degli austori che si infiltrano nei tessuti dell'ospite.
Ha foglie poco carnose caduche e piccoli fiori unisessuali, giallo-verdognoli, raccolti in infiorescenze a spiga o a racemo.
I frutti sono piccole bacche giallastre, 6–10 mm di diametro, velenose per l'uomo ma appetite dagli uccelli, soprattutto dai tordi, che ne facilitano la disseminazione. I semi, ricoperti da un sottile pericarpo coriaceo e vischioso, non germinano se non sono prima passati attraverso l'intestino di un uccello, in modo tale che gli enzimi digestivi possano modificare la struttura molecolare dello strato protettivo.
Fiorisce ad aprile-maggio mentre i frutti maturano a novembre-dicembre.

## Distribuzione e habitat
È diffuso nelle zone temperate dell'Europa centrale e balcanica, sino al Caucaso.
Presente in gran parte della penisola italiana e in Sicilia. Assente in Sardegna. È meno diffuso  e conosciuto del vischio bianco (Viscum album), con cui a volte viene confuso.
Si sviluppa sui rami legnosi di diverse specie di Quercus ma anche su vetusti esemplari di Castanea sativa e Olea europaea. In alcuni casi può arrivare a colonizzare l'intera pianta ospite, danneggiandone l'attività fotosintetica e causandone il deperimento.
Cresce in aree collinari e montuose sino ad una altitudine di 1.100 m.

## Usi
- Molto antico è l'uso delle bacche per preparare una sostanza appiccicosa per l'uccellagione.[2]
- In alcune regioni d'Italia l'infusione alcolica delle foglie secche di L. europaeus è impiegata come rimedio popolare antispasmodico.